# Glomeris occidentalis
Glomeris occidentalis är en mångfotingart som beskrevs av Karl Wilhelm Verhoeff 1909. Glomeris occidentalis ingår i släktet Glomeris och familjen klotdubbelfotingar. Inga underarter finns listade i Catalogue of Life.